# Церква Святопокровська (Пахиня)

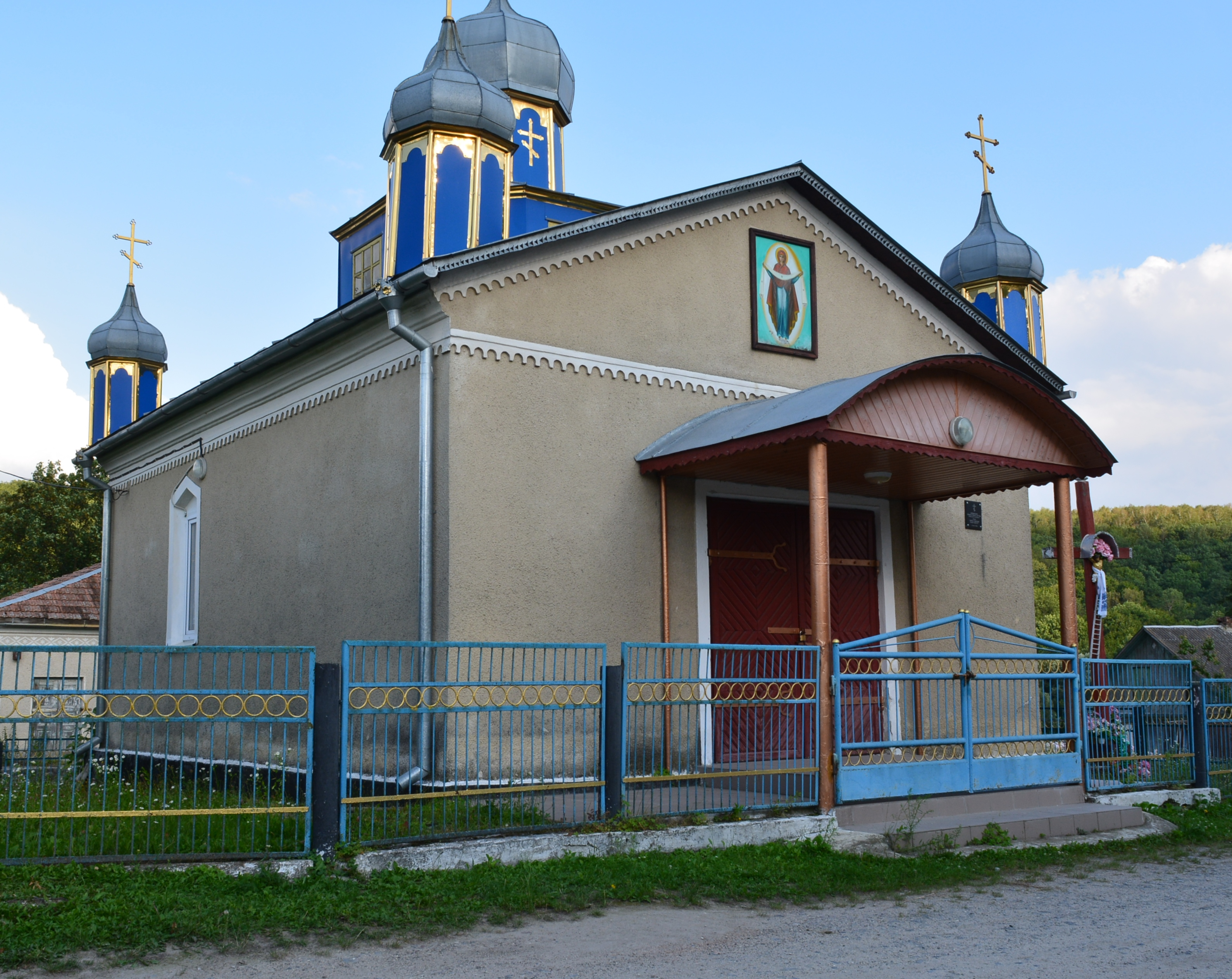
Церква у с. Пахиня. 04.10.1998 р.

Церква Святопокровська - офіційне відкриття і посвячення церкви  Київського патріархату відбулося 04.10.1998 р. Владика і священнии освятили святий престол , відправили святкову літургію з нагоди храмового праздникав селі на честь Святої Покрови, ім'я якої буде носити церква в селі Пахиня.
В молитві взяли участь Тернопільсько-Кременецький Владика Іов, благочинний Ланівецького району отець Григорій Хом'як, отець з Шилів Ражоловський Петро і настоятель цієї церкви отець Володимир Баковський.
Церкву побудували на місці старої початкової школи. Ініціатором мати свою церкву був 66-річний Іван Антонович Дідик. З розумінням поставилися до цього голова райдерадміністрації В.Ф. Гладун, його заступник І.П. Ткачук, голова Лопушненської сільської ради В.І.Чумак.
Будівельними матеріалами допомогли: директор Ланівецького цукрового заводу В.Н.Кондратюк, начальник рай РБУ С.С.Шевчук, голови селянських спілок З.І.Железняк - "Колос",   В.А.Ткачук -  "Влащинецька", Й.А.Гасюк - голова агрофірми "Горинь", І.М. Гусар - ферма "Айова", В.Б. Яблонський - голова селянської спілки с. Шили, М.С. Богатюк - ім. Шевченка, І.В. Безкоровайний - "Вільне життя".
Першим настоятелем церкви був Володимир Баковський  04.10.1998 - 14.08.2005 , першим церковним старостою був Дідик Іван. Після В. Баковського настоятелем до початку 2007 року став  Ігор Балюх. А з 2007 р. отець Роман Будола.
Біля церкви встановлено пам'ятний хрест, побудовано дзвіницю.